# Матье IV де Монморанси
Матье IV де Монморанси Великий (фр. Mathieu IV de Montmorency le Grand; ум. 13 октября 1305) — сеньор де Монморанси, д'Экуан, д'Аржантан, де Дамвиль, французский военачальник, адмирал Франции.

## Биография
Сын Матье III де Монморанси и Жанны де Бриенн.
В 1282 участвовал в итальянском походе Роберта II д'Артуа, выступившего на помощь Карлу Анжуйскому против арагонцев, захвативших Сицилию. В 1285 участвовал в Арагонском крестовом походе. 
Во время англо-французской войны 1294—1298 сражался с англичанами в Гиени, а в 1295 был назначен адмиралом и получил под своё начало большую эскадру для проведения десантных операций в Англии. 1 августа высадился с 15-тыс. войском перед Дувром, захватил его, разграбил и сжег, но потерпел неудачу при атаке цитадели.
В ходе франко-фламандской войны участвовал в битвах при Фюрне и Куртре; особенно отличился в сражении при Монс-ан-Певеле. Филипп IV Красивый пожаловал ему фьеф Дамвиль и должность великого камергера Франции. 

## Семья
1-я жена (до 1273): Мария де Дрё (ок. 1261—1276), дочь Роберта IV, графа де Дрё, и Беатрисы де Монфор. Для заключения этого брака потребовалось папское разрешение, так как жених и невеста находились в 5-й степени родства.
2-я жена (1278): Жанна де Леви (ум. 1307/1309), дочь Ги III де Леви, сеньора де Мирпуа, и Изабеллы де Марли
Дети:
- Матье V де Монморанси (ум. 1305/1306), сеньор де Монморанси. Жена: Жанна ле Бутейе де Санлис, дочь Гийома VI ле Бутейе де Санлиса, сеньора де Шантийи, и Элеоноры де Босо
- Жан I де Монморанси (ум. 1326), сеньор де Монморанси. Жена: Жанна де Кальто (ум. до 1350), дочь Роберта де Кальто, сеньора де Берневаль-ан-Ко
- Алиса де Монморанси
- Изабелла де Монморанси. Муж: Рорикон, сеньор д'Анже (ум. ок. 1352)